# Barbatáin
Barbatáin (Barbatain en euskera) es un caserío y un lugar habitado de la Comunidad Foral de Navarra (España) perteneciente al municipio de la Cendea de Galar, situado en la Merindad de Pamplona, en la Cuenca de Pamplona y a 5,3 km de la capital de la comunidad, Pamplona. Su población en 2014 fue  de 19 habitantes (INE).

## Geografía física

### Situación
La localidad está situada  en un llano a orillas de un afluente del río Elorz y a 5,3 km al sur de Pamplona. Limita al norte con la localidad de Cizur Menor y el barrio pamplonés de Echavacóiz, al sur con Esparza de Galar y Salinas de Pamplona del que dista 3,5 km, al este con Esquíroz y al oeste con Galar.

## Demografía

### Evolución de la población
Evolución de la población en los últimos 10 años:
| 2000 | 2001 | 2002 | 2003 | 2004 | 2005 | 2006 | 2007 | 2008 | 2009 |
| ---- | ---- | ---- | ---- | ---- | ---- | ---- | ---- | ---- | ---- |
| 17   | 16   | 19   | 19   | 19   | 17   | 16   | 18   | 19   | 19   |

## Cultura

### Fiestas y Eventos
- Fiestas patronales, son en honor a San Miguel y se celebran el día 29 de septiembre.

## Comunicaciones
| Eskualdeko Hiri Garraioa/Transporte Urbano Comarcal |   |
| Taxi Iruñerria                                      |   |
| Zona                                                | B |
| Estaciones                                          |   |